# Knjiga o džungli (1967.)
Knjiga o džungli (engleski: The Jungle Book) američki je animirani film iz 1967. godine, producenta Walta Disneyja. To je 19. animirani film iz produkcije Disneyjevog studija. Scenarij filma temelji se na istoimenoj knjizi nobelovca Rudyarda Kiplinga.

## Radnja
U indijskoj džungli pantera Bagheera, na obali rijeke, pronalazi u košari ljudsko dijete te ga odluči dati vučjoj obitelji da se za njega brinu. Dječak je dobio ime Mowgli. Jedne noći održan je skup svih vukova džungle, a vođa čopora, Akela, obavijestio je da se je Shere Kaan, bengalski tigar koji napada ljude, vratio u džunglu. Akela je predložio da se Mowgli vrati u ljudsko selo jer cijeli čopor nije dovoljno jak da se bori s tigrom. Bagheera se ponudi da dječaka vrati među ljude.  
Već na početku Mowglija skoro pojede piton Kaa te upoznaje slonovsku ophodnju na čelu sa zapovjednikom Hathijem, koji sve zaboravlja.
Nakon nekog vremena Mowgli se posvađa s panterom, jer želi ostati u džungli, te se odvoje svaki na svoju stranu. Mowgli tako lutajući naiđe na zabavnog medvjeda Balooa koji ga posvoji kao svoje mladunče te ga počne učiti tučnjavi i rikanju. Da bi Mowgliju pokazao kako se to radi, Baloo rikne te Bagheera misleći da je Mowgli u nevolji pojuri i shvati da je to Baloo.
Baloo i Mowgli počnu hodati džunglom te na kraju završe u rijeci gdje majmuni otmu Mowglija, a Balooa onesposobe.
Majmuni dovedu Mowglija kod svog kralja, orangutana Louisa, koji s Mowglijem pregovora Mowglijevu mogućem ostanku u džungli ako mu on pokaže kako se pali vatra (što Mowgli ne zna). Baloo i Bagheera nakon borbe uspiju vratiti Mowglija i pobjeći.
Iste noći Bagheera nagovori Balooa da odvedu Mowglija u selo gdje je siguran od Shere Kaana. Sljedeće jutro Baloo pokuša objasniti Mowgliju da se mora vratiti u selo na što se dječak razljuti i ponovno pobjegne. Tražeći ga, Bagheera naiđe ponovno na slonovsku ophodnju i zamoli slonove za pomoć. U blizini je bio i Shera Kaan koji je čuo sve o Mowglijevu lutanju džunglom te ga je odlučio potražti.
Mowgli se nađe u polupustinjskom djelu džungle gdje se upozna sa supovima koji ga pridobe u svoju malu grupu. Shere Kaan se pojavi i počne igrati skrivača s Mowglijem tako da mu da prednost sve dok ne nabroji do 10. No tigru se nije dalo čekati pa je presočio neke brojeve i napao Mowglija. Na sreću Baloo se nađe u blizini te uspori tigra dok dječak pobjegne.
U međuvremenu počne grmljavina te grom ugari u jedno napušteno drvo koje se potom zapali. Baloo se sjeti da se Shere Kaan boji vatre te reče Mowgliju da zapaljenu granu zaveže oko tigrova repa. Mowgli to učini a tigar, čim je vidio vatru, pobjegne.
Mowgli, Baloo i bagheera potom naiđu na potok koji džunglu dijeli od jednoga sela te na obali potoka ugledaju djevojku koja je grabila vodu. Mowgli se odmah zaljubi na prvi pogled te s njom ode u selo. Baloou i Bagheeri na kraju je teško palo što je Mowgli otišao.

## Glasovi
| Lik                      | Originalni glas                                    | Hrvatski glas                                              | Vrsta životinje |
| ------------------------ | -------------------------------------------------- | ---------------------------------------------------------- | --------------- |
| Mowgli                   | Bruce Reitherman                                   | Jan Pentek                                                 | Dječak          |
| Baloo                    | Phil Harris                                        | Filip Šovagović                                            | Usnati medvjed  |
| Bagheera                 | Sebastian Cabot                                    | Aleksandar Cvjetković                                      | Crna pantera    |
| Shere Khan               | George Sanders                                     | Žarko Savić                                                | Bengalski tigar |
| Kralj Louis              | Louis Prima                                        | Ozren Grabarić                                             | Orangutan       |
| Kaa                      | Sterling Holloway                                  | Ronald Žlabur                                              | Indijski piton  |
| Zapovjedik Hathi         | J. Pat O'Malley                                    | Željko Mavrović                                            | Indijski slon   |
| Buzzie Flaps Ziggy Dizzy | J. Pat O'Malley Chad Stuart Digby Wolfe Tim Hudson | Enes Vejzović Janko Rakoš Dražen Bratulić Denin Serdarević | Indijski supovi |

## Nagrade
Pjesma iz filma "Stvari osnovne" bila je nominirana za nagradu Oscar u kategoriji najbolje originalne pjesme.

## Vanjske poveznice
- O filmu na disney.wikia.com
- Knjiga o džungli u internetskoj bazi filmova IMDb-a
- Hrvatska sinkronizacija filma